# Paty do Alferes
Paty do Alferes è un comune del Brasile nello Stato di Rio de Janeiro, parte della mesoregione Metropolitana di Rio de Janeiro e della microregione di Vassouras.